# Јусеф Ајт Бенасер
Јусеф Ајт Бенасер (арап. يوسف آيت بن ناصر‎‎; фр. Youssef Aït Bennasser); Тул, 7. јул 1996) професионални је марокански фудбалер који примарно игра у средини терена на позицији средњег везног играча.

## Клупска каријера
Бенасер је прошао кроз све развојне секције екипе Нансија за чији први тим је дебитовао 3. августа 2015. на утакмици друге лиге против Тура. Први и једини погодак те сезоне, а уједно и свој први професионални гол, постигао је 28. новембра исте године у победи на Авром од 3:1. 
Током дебитантске професионалне сезоне у дресу Нансија одиграо је укупно 34 утакмице и постигаи један погодак. У лето 2016. потписује петогодишњи уговор вредан 3 милиона евра са екипом Монака. Одмах по доласку у тим из Кнежевине ради даљег стицања искуства враћен је у Нанси где је играо као позајмљен играч током сезоне 2016/17, а деби наступ у Лиги 1 имао је 14. августа против Олимпик Лиона. Током сезоне 2017/18. играо је као позајмљен играч за екипу Кана. 

## Репрезентативна каријера
За сениорску репрезентацију Марока дебитовао је 31. августа 2016. у пријатељској утакмици са селекцијом Албаније. Прво велико такмичење на ком је наступио у дресу репрезентације био је Афрички куп нација 2017. у Габону, где је одиграо једну утакмицу у групној фази против селекције Тогоа.
Селектор Ерве Ренар уврстио га је на списак играча за Светско првенство 2018. у Русији, где је имао статус резервног играча и није улазио у игру ни у једној од три утакмице Марока у групи Б. 